# Euplexaura anastomosans
Euplexaura anastomosans är en korallart som beskrevs av Lars Zakarias Brundin 1896. Euplexaura anastomosans ingår i släktet Euplexaura och familjen Plexauridae. Inga underarter finns listade i Catalogue of Life.